# اوپا (آذربایجان)
اوپا (به لاتین: Upa) یک منطقه مسکونی در جمهوری آذربایجان است که در شهرستان خیزی واقع شده‌است.